# 克劳斯·巴尔肯霍尔
克劳斯·巴尔肯霍尔（德語：Klaus Balkenhol，1939年12月6日—），德国男子马术运动员。他曾代表德国参加1992年和1996年夏季奥林匹克运动会马术比赛，共获得二枚金牌和一枚铜牌。